# ブリット・アソムバロンガ
ブリット・アソムバロンガ（Britt Assombalonga 、1992年12月6日 - ）は、コンゴ民主共和国の首都キンシャサ出身のプロサッカー選手。サッカーコンゴ民主共和国代表。アダナ・デミルスポル所属。ポジションはFW。

## 経歴

### 生い立ち
キンシャサで生まれ、生後8ヶ月の時に家族と共にロンドンに移住。父親は元ザイール代表サッカー選手だった。兄もアマチュアのサッカー選手。

### ワトフォード
2010年、17歳でワトフォードFCのアカデミーに入団。リザーブチームでの活躍が認められ、2010-11シーズンの最後の2試合でトップチームのベンチ入りを経験した。
2012年3月17日のコヴェントリー・シティFC戦でトップチームデビュー。

### ピーターバラ
2013年7月31日、フットボールリーグ1のピーターバラ・ユナイテッドFCと4年契約を結んだ。移籍金はクラブ史上最高額の110万ポンドが支払われた。すぐにレギュラーに定着し、得点王を獲得したサム・バルドックに次ぐ23ゴールをマーク。チームの6位フィニッシュと昇格プレーオフ進出に貢献した。プレーオフ準決勝・レイトン・オリエントFC戦では第1戦で1ゴールをマークしたが、トータルスコア3-2で敗れた。チームの昇格こそ逃したものの、自身はリーグの年間ベストイレブンに選出された。

### ノッティンガム・フォレスト
2014年8月6日、ノッティンガム・フォレストFCに移籍、5年契約にサインした。移籍金は推定で500万～800万ポンド（うち50%がワトフォードFCの取り分）と報じられた。これは1997年にセルティックFCから獲得したピエール・ファン・ホーイドンクの450万ポンドを抜きクラブレコードを記録した。

### ミドルズブラ
2017年7月17日、チャンピオンシップに降格したミドルズブラFCに移籍。ノッティンガムに支払われた移籍金は1500万ポンドに達した。

### アダナ・デミルスポル
2021年7月3日、アダナ・デミルスポルに3年契約で移籍した。

## 代表歴
2018年3月27日のタンザニア戦で代表デビュー。

## 所属クラブ
ユース
- ワトフォードFC 2010-2011

プロ
- ワトフォードFC 2011-2013

→ ウィールドストーンFC 2011-2012 (loan)
→ ブレントリー・タウンFC 2012 (loan)
→ サウスエンド・ユナイテッドFC 2012-2013 (loan)
- ピーターバラ・ユナイテッドFC 2013-2014
- ノッティンガム・フォレストFC 2014-2017
- ミドルズブラFC 2017-2021
- アダナ・デミルスポル 2021-

## タイトル
ピーターバラ
- フットボールリーグトロフィー: 2013–14[14]

個人
- フットボールリーグ1年間ベストイレブン: 2013-14